# Chabuata poliosigma
Chabuata poliosigma là một loài bướm đêm trong họ Noctuidae.